# Melanesthes disema
Melanesthes disema är en fjärilsart som beskrevs av Diakonoff 1954. Melanesthes disema ingår i släktet Melanesthes och familjen fransmalar. Inga underarter finns listade i Catalogue of Life.